# Lierelei
De Lierelei is een reus die in 2022 geïntroduceerd werd in de Lierse Ommegang. De Lierelei stelt een fabeldier voor dat bestaat uit de kop van een schaap, het lijf van een paling en de vleugels van een duif. De Lierelei werd gebouwd in opdracht van de Gezellen van 't Groot Volk, een vereniging zonder winstoogmerk.
De Lierelei bestaat uit vijf losse delen en wordt gedragen door de Lierse Pijnders.
De drie dieren waaruit het fabeldier bestaat verwijzen naar drie belangrijke economische gegevens uit de geschiedenis van Lier: De schapenkop verwijst naar de veemarkt, die de Lierenaars de spotnaam Schapenkoppen bezorgde. Het palinglijf verwijst naar de palingvisserij. De vleugels verwijzen naar de duivenmarkt.

## Peterschap
Drie Lierse verenigingen, die elk een link hebben met een van de drie dieren waaruit de Lierelei is samengesteld, nemen het peterschap waar over deze reus: de Moedige Bootvissers, de Sociëteit van de Schaepshoofden en de Koninklijke Lierse Duivenbond. Leden van deze verenigingen begeleiden de Lierelei in de ommegang.